# Geesinkorchis phaiostele
Geesinkorchis phaiostele är en orkidéart som först beskrevs av Henry Nicholas Ridley, och fick sitt nu gällande namn av De Vogel. Geesinkorchis phaiostele ingår i släktet Geesinkorchis och familjen orkidéer. Inga underarter finns listade i Catalogue of Life.